# René Guillot
Pour les articles homonymes, voir Guillot.
Œuvres principales
- Crin-Blanc
- série Un petit chien
- série Grichka l'ours

René Guillot (Courcoury, 24 janvier 1900 - Paris, 26 mars 1969) est un écrivain français, auteur de nombreux livres pour la jeunesse.

## Biographie
Né le 24 janvier 1900 à Courcoury, en Charente-Maritime, René Guillot, fils d'un instituteur, devient également enseignant : il est professeur de mathématiques lorsqu'il part travailler au Sénégal. Il passera vingt années en Afrique, continent qui lui inspirera de nombreux romans et recueils de contes tels que Contes d'Afrique (1933), Contes de la brousse fauve (1945), Chasse de brousse : savanes et sortilèges (1948), etc.
En 1946, il reçoit le prix du roman d'aventures pour son roman Les Équipages de Peter Hill. 
À partir de l'année scolaire 1949-1950, il était professeur de mathématiques au Petit Lycée Condorcet (rue d'Amsterdam) à Paris. Il y restera en poste jusqu'à sa retraite en 1960.
En 1959, il publie le roman Crin-Blanc d'après le film d'Albert Lamorisse, Crin-Blanc (1952), qui est un succès. Il reçoit le prix Hans Christian Andersen, la plus haute distinction internationale de littérature pour la jeunesse, en 1964 et devient le premier auteur français distingué par ce prix. Lors de l'édition suivante, une seconde catégorie est créée en illustration, qui sera remportée elle aussi une fois par un français, Tomi Ungerer en 1998. 
Deux de ses romans ont été adaptés au cinéma par Patrick Grandperret : L'Enfant lion (1993,  d'après Sirga la lionne) et Le Maître des éléphants (1995, d'après le roman du même titre de 1960). René Guillot s'éteint le 26 mars 1969 à Paris.

## Œuvre
Note : Liste non exhaustive, avec date de la première édition.

### SérieGrichka
- 1958 : Grichka et son ours, Éditions Hachette, collection Idéal-Bibliothèque, illustrations de J.- P. Ariel (Prix Enfance du monde 1958)[4]
- 1960 : Grichka et les loups, Éd. Hachette, Coll. Bibliothèque verte, illustrations de J.- P. Ariel.
- 1961 : La Marque de Grichka, Éd. Hachette, Coll. Idéal-Bibliothèque, illustrations de J.- P. Ariel.
- 1964 : Grichka et les Turbans Jaunes, Éd. Hachette, Coll. Idéal-Bibliothèque, illustrations de J.- P. Ariel.

### SérieKiriki
- 1968 : Kiriki le lutin, Éd. Delagrave, Illustrations de Paul Durand.
- 1969 : Kiriki et la flèche magique, Éd. Delagrave.
- 1970 : Kiriki et le nain vert, Éd. Delagrave.

### SérieUn petit chien
- 1965 : Un petit chien et ses copains, Éd. Hachette, Coll. Nouvelle Bibliothèque rose, illustrations de Jacques Poirier.
- 1965 : Le Noël d'un petit chien, Éd. Hachette, Coll. Nouvelle Bibliothèque rose no 175, illustrations de Jacques Poirier.
- 1966 : Petite Histoire d'un chien, Éd. Hachette, Coll. Nouvelle Bibliothèque rose no 147, illustrations de Jacques Poirier.
- 1966 : Un petit chien au cirque, Éd. Hachette, Coll. Nouvelle Bibliothèque rose no 216, illustrations de Jacques Poirier.
- 1967 : Un petit chien au zoo, Éd. Hachette, Coll. Nouvelle Bibliothèque rose no 249, illustrations de Jacques Poirier.
- 1968 : Un petit chien chez les lions, Éd. Hachette, Coll. Nouvelle Bibliothèque rose no 277, illustrations de Jacques Poirier.
- 1969 : Un petit chien chez les lutins, Éd. Hachette, Coll. Nouvelle Bibliothèque rose no 310.
- 1970 : Un petit chien va dans la lune, Éd. Hachette, Coll. Idéal-Bibliothèque no 361 – illustrations de Jacques Poirier.

### Romans hors-série
- 1929 : La Grande Renaude, Ars Africae, Dakar, 288 p.; réédition : Éditions Arthaud, 1946, 193 p.
- 1932 : Histoire d'un Blanc qui s'était fait Nègre, Éditeur : Rieder, Prosateurs français contemporains; réédition : Le Blanc qui s'était fait Négre (sic), Éditions Sfelt, coll. « Escales », 1946, 235 p.; réédition : Le Blanc qui s'était fait Nègre, présentation Maria Chiara Gnocchi, Éditions l'Harmattan, coll. « Autrement mêmes », 2013, 152 p.
- 1933 : Contes d'Afrique, Gorée, Imprimerie du Gouvernement général.
- 1934 : Taillis, Éditeur : Rieder; réédition : coll. « Les Amateurs du Livre choisis », couverture de Granger, 1934.
- 1936 : Chansons de ma terre, Éditeur: imprimerie R. Bussière.
- 1936 : Ras el gua, poste du sud. Roman des sables, Les Éditions du Moghreb, Casablanca.
- 1937 : Frontières de brousse, Les Éditions du Moghreb, Casablanca.
- 1938 : Vent de Norois, Les Éditions du Moghreb, Casablanca; rééditions : coll. « Amis de Sequana », 1938.
- 1941 : Loaga, Ars Africae, Dakar,
- 1944 : Visages de sable, Éditeur Ars Africae, no 78.
- 1945 : Contes de la Brousse fauve, Éditions Arthaud.
- 1946 : Contes et légendes d’Afrique noire, Société d’Éditions Géographiques, Maritimes et Coloniales.
- 1946 : Les Équipages de Peter Hill, Éditions Arc-En-Ciel, Coll. Aventures, illustrations de G. Barret[5]. (prix du roman d'aventures)
- 1947 : Le Masque de sable, Éditeur : Sfelt.
- 1948 : Chasse de brousse, savanes et sortilèges, Librairie des Champs-Élysées.
- 1948 : Maraouna du Bambassou, Éditions de l'Amitié, Coll. Heures Joyeuses, Illustré par Pierre Collot.
- 1948 : Au pays des bêtes sauvages, Éditions de l'Amitié, Coll. Heures Joyeuses no 57, illustrations de Pierre Collot.
- 1950 : Les Compagnons de la Fortune, Éditions de l'Amitié, Coll. Heures Joyeuses, illustrations de Pierre Collot. A également paru en feuilleton dans "Terre des jeunes", 1950.
- 1950 : La Brousse et la bête (Légendes à la manière des griots), Éditions : Librairie Delagrave, Illustrations de Jean de La Fontinelle, 190 p.; réédition: sans sous-titre, coll. « Savanes et Sortilèges », 1953, 190 p.; réédition: coll. « Aventure et jeunesse », 1959; réédition: coll. « Bouton  d'or », no 19, 1966.
- 1950 : Sama Prince des éléphants, Éditions Bourrelier et Cie, Coll. Primevère, Illustrations de Jean de La Fontinelle. (prix Jeunesse 1950)
- 1951 : Sirga la lionne, Éditions Magnard, illustrations de Jean de La Fontinelle.
- 1951 : Ouoro, le Chimpanzé, Éditions Magnard, Coll. Fauves et Jungles.
- 1951 : L'Extraordinaire Aventure de Michel Santanrea, Éd. de L'Amitié G.-T. Rageot, Collection Heures Joyeuses, illustrations de Pierre Collot.
- 1952 : L'Aventure de Buscambille, Éditions Magnard, Coll. Bibliothèque de Tante Marinette.
- 1952 : Bêtes sauvages, mes amies, Éditions Magnard, Coll. Fauves et Jungles, Illustrations de Jean de La Fontinelle.
- 1952 : Trois Bonds dans la jungle, Éditions Magnard.
- 1952 : Luc La Baleine, corsaire du roi, Éd. Delagrave, Illustrations de Pierre Rousseau.
- 1953 : Je te ferais une belle vie, Éd. André Martel, Collection Horizons du monde.
- 1953 : Aux quatre vents d'Afrique, Éd. Delagrave, Illustrations de Pierre Rousseau.
- 1953 : Contes des Mille et Une Bêtes, Éditions Magnard, Coll. Fauves et Jungle, Illustrations de Line Touchet.
- 1953 : Les Cavaliers du vent, Éditions Magnard, Coll. Fauves et Jungles.
- 1953 : Plein nord, Éditions Magnard, Coll. Fauves et Jungle, illustrations de Jean de La Fontinelle.
- 1953 : La Petite Infante, Éd. Delagrave, Illustrations de Line Touchet.
- 1953 : La Légende des licornes, Éditions Magnard, Coll. Fauves et Jungles. Illustrations de Jean de La Fontinelle.
- 1953 : Drame sur la banquise, Éditions Magnard, Collection Fantasia.
- 1954 : Le Chat vert, Éditions Magnard, Coll. Fauves et Jungle, Illustrations de Line Touchet.
- 1954 : Shrimp le Corsaire, Éditions Magnard, Illustrations de Pierre Rousseau.
- 1954 : Le Chevalier aux loups, Éditions Magnard, Coll. Fauves et Jungle. Illustrations de Pierre Mendel.
- 1955 : KPO la panthère, Éditions Magnard, Coll. Fantasia, illustrations de Paul Durand.
- 1955 : Au Royaume de la bête, Éd. Delagrave, illustrations de Cana.
- 1955 : De dague et d'épée, Éd. Delagrave, illustrations de Pierre Rousseau.
- 1956 : Manoa (L'affaire Des Ours), Éd. G. P., Coll. Rouge et Bleue no 40, illustrations de Sainte-Croix.
- 1956 : Les Éléphants de Sargabal, Éd. Delagrave, illustrations de Paul Durand.
- 1956 : Le 397e Éléphant Blanc, Éd. G. P., Coll. Rouge et Bleue.
- 1956 : Le Clan des bêtes sauvages, Éd. Hachette, illustrations de Pierre Probst[6].
- 1956 : Tam-tam de Kotokro, Éd. G. P., Coll. Rouge et Or no 105, Illustrations de Raoul Auger.
- 1956 : Prince de la jungle, Éd. Hachette, Coll. Bibliothèque Hachette no 1, Illustrations de Pierre Probst.
- 1956 : Encyclopédie Larousse des enfants, Éd. Larousse.
- 1956 : Le Moulin de Nicolette, Éd. G. P., Coll. Rouge et Bleue, illustrations de G. de Sainte-Croix.
- 1957 : La Route des éléphants, Éd. G. P., Coll. Rouge et Or Souveraine, Illustrations de Raoul Auger.
- 1957 : Bleu de cobalt, Librairie des Champs-Élysées, Le Masque, Coll. Dossiers Secrets.
- 1958 : Le Chef au masque d'or, Éd. Hachette.
- 1959 : Anne et le roi des chats, Éd. Hachette, Coll. Idéal-Bibliothèque, illustrations de J.-P. Ariel.
- 1959 : La Bague aux yeux de chat, Éd. Magnard, Coll. Fantasia, Illustrations de Pierre Rousseau.
- 1959 : Crin-Blanc - D'après le film d'Albert Lamorisse, Éd. Hachette.
- 1959 : Il était mille et... une fois, Éd. Magnard, Coll. Fantasia.
- 1959 : Le Jour bleu, Éd. G. P., Coll. Rouge et Bleue.
- 1959 : Red Kid de l'Arizona, Éd. Hachette, Coll. Idéal-Bibliothèque, illustrations de François Batet.
- 1960 : La Grande Aventure des machines, Éd. Larousse.
- 1960 : La biche noire, Éd. Magnard, Coll. Fauves et Jungle, illustrations de Stéphane Magnard.
- 1960 : Le Maître des éléphants, Éd. Magnard, coll. Fantasia, illustrations de Maurice Raffray.
- 1960 : Traqué dans la brousse , Éd. G. P., Coll. Spirale, Illustrations de Raoul Auger.
- 1960 : Trois Filles et un secret, Éd. Hachette, Coll. Idéal-Bibliothèque no 192 - illustrations de J.- P. Ariel.
- 1961 : Deux Garçons pour un cheval, Éd. Hachette, Coll. Nouvelle Bibliothèque rose no 80.
- 1961 : Marjolaine et le troubadour, Éd. Hachette, Coll. Idéal-Bibliothèque no 202, illustrations de J.-P. Ariel.
- 1962 : Joselita, Éd. Hachette, Coll. Bibliothèque verte, no 218.
- 1962 : Le Voyage en ballon - d'après le film d'Albert Lamorisse, Éd. Hachette, Coll. Idéal-Bibliothèque no 237, illustrations de Jean Reschofsky.
- 1963 : Fonabio et le lion, Éd. Hachette, Coll. Idéal-Bibliothèque no 239, illustrations de J.-P. Ariel.
- 1963 : La Grande Terre des éléphants, Éd. Magnard, Coll. Fantasia, Illustrations de Maurice Raffray.
- 1963 : La Planète ignorée, Éd. Hachette, coll. Bibliothèque verte.
- 1963 : Tipiti le rouge-gorge, Éd. Larousse (lectures suivies cours élémentaire, classes de 10e et 9e, en collaboration avec A. Biancheri, Inspecteur de l'Enseignement primaire, et P. Cousin, directrice d'école ; illustrations d'Hélène Poirié).
- 1964 : Rex et Mistigri, Éd. Larousse (lectures suivies cours élémentaire 2e année cours moyen 1re année, classes de 9e et 8e, en collaboration avec A. Biancheri, Inspecteur de l'Enseignement primaire, et P. Cousin, directrice d'école ; illustrations d'Hélène Poirié).
- 1964 : Le Grand Livre de la brousse, Éd. Delagrave. (prix Hans Christian Andersen)
- 1964 : Un mystérieux acrobate, Éd. Hachette, Coll. Bibliothèque verte no 248.
- 1965 : Le Cavalier de l'infortune, Éditions de l'Amitié, ba Vocation, Illustré par Paul Durand.
- 1965 : L'Étranger du port, Éd. Hachette, Coll. Bibliothèque verte, illustrations de Jacques Poirier.
- 1965 : Le Champion d'Olympie, Éd. Hachette, Coll. Bibliothèque verte no 270.
- 1965 : Six Destins en étoile, Éd. Magnard, Coll. Fantasia, Illustrations de Jet Colline.
- 1965 : Le Grand Marc et les aigles noirs, , Éd. Hachette, Coll. Idéal-Bibliothèque, illustrations de Philippe Daure.
- 1966 : Fodé Koro et les hommes-panthères, Éd. Hachette, illustrations de Michel Jouin.
- 1966 : Cœurs sauvages, cœurs de bêtes, Éd. Odège, Coll. Prestige, illustrations de Paul Durand.
- 1966 : La Maison de l'oiseau, Éd. Delagrave.
- 1966 : Un château en Espagne, Éd. Hachette, Coll. Idéal-Bibliothèque no 303, illustrations de Philippe Daure.
- 1967 : Où es-tu Barbara, Éd. Delagrave, Coll. Bouton d'Or n°22, illustrations de Jacques Pecnard.
- 1967 : La Princesse, la biche et le chevalier, Éd. Delagrave, Coll. Bouton d'Or n°24, illustrations de Romain Simon; rééd. 1972.
- 1967 : Un roman de Renart, Éd. Delagrave, coll. « Oriflamme », illustrations de Romain Simon, 157 p.
- 1967 : L'Homme de la 377, Éd. Hachette, Coll. Bibliothèque verte, Illustrations de J.-P. Ariel.
- 1967 : Ondine fille du lac, Éd. Delagrave, illustrations Paul Durand.
- 1967 : La Belle au bois-doré, Éd. Hachette, Coll. Idéal-Bibliothèque no 326, illustrations de Michel Jouin.
- 1967 : 5 galops de chevaux, Éd. Odege, illustrations de Paul Durand.
- 1968  : 5 Colères de fauves, Éd. Odege-Cil, Illustrations de Paul Durand.
- 1968 : L'Équipage du grand Marc, Éd. Hachette, Coll. Idéal-Bibliothèque no 345, illustrations de Philippe Daure.
- 1968 : Isabelle et la fée, Éd. Hachette, Coll. Nouvelle Bibliothèque rose, Illustrations de Duvergier.
- 1968 : La Nuit des contrebandiers, Éd. Hachette, Coll. Bibliothèque verte no 354, illustrations de Philippe Daure.
- 1968 : La Flèche tatouée, Éd. Odege, Illustrations de Jean-Louis Mercier, 1968.
- 1969 : Le Grand Livre de la brousse, Éd. Delagrave, Illustrations de Paul Durand.
- 1969 : Monsieur le cheval, Éd. Delagrave, Coll. Gentiane, Illustrations de Romain Simon.
- 1969 : Tireli, roi des rossignols, Éd. Hachette, Coll. Idéal-Bibliothèque, illustrations de Christian Broutin.
- 1969 : Le Torero de Cordoue, Éd. Hachette, Coll. Idéal-Bibliothèque, illustrations de François Batet.
- 1970 : L'Extraordinaire Ambassade de Messire Renart, Éd. Delagrave, illustrations de Paul Durand.
- 1970 : Mademoiselle de Mortagne, Éd. Hachette, Coll. Idéal-Bibliothèque no 364, illustrations de Philippe Daure.
- 1970 : 5 Tours de Magiciens, Éd. Odege-Cil, illustré Paul Durand.
- 1973 : Le Chevalier sans visage, Éd. Hachette, Coll. Bibliothèque verte, Illustrations de Philippe Daure.

## Prix et distinctions
- Prix du roman colonial en 1938 pour Ras el Gua, poste du sud, roman des sables.
- Prix du roman d'aventures en 1946 pour Les Équipages du Peter Hill.
- Prix de la langue-française de l’Académie française en 1947
- Prix Jeunesse en 1950 pour Sama, prince des éléphants.
- Prix Montyon de l’Académie française en 1951 pour La brousse et la bête.
- Prix Jules-Davaine de l’Académie française en 1954 pour Je te ferai une belle vie
- Prix Sobrier-Arnould de l’Académie française en 1957 pour Encyclopédie Larousse des enfants
- Prix Enfance du Monde en 1958 pour Grichka et son ours.
- Prix Sobrier-Arnould de l’Académie française en 1962 pour Mon premier Atlas
- Prix Hans Christian Andersen 1964 pour Le Grand Livre de la Brousse.